# امواج گنگ
امواج گنگ (به هندی: Ganga Ki Lahren) فیلمی محصول سال ۱۹۶۴ و به کارگردانی دوی شارما است. در این فیلم بازیگرانی همچون درمندرا، آریونا ایرانی، کیشور کومار، ساویتری، رحمان و نظیر حسین ایفای نقش کرده‌اند.